# Wo ist Herr Belling?
Pour plus de détails, voir Fiche technique et Distribution.
Wo ist Herr Belling? est un film allemand inachevé réalisé par Erich Engel, sorti en 1945. Il s'agit du dernier film dans lequel joue Emil Jannings. 

## Synopsis
Eberhard Belling est un patron d’entreprise qui mène une double vie. Lorsque son entreprise se retrouve en crise, on ignore où il se trouve et sa famille essaie de le retrouver. Son fils Rupert apprend la vérité sur son père mais va croire que la jeune pianiste Bettina est l’amante de son père. Des rumeurs vont mettre fin aux fiançailles de Belling et Bettina, tandis que la double vie de Belling est exposée. Il finit par parler à sa famille, alors que Rupertse prend d’affection pour Bettina.

## Fiche technique
- Titre : Wo ist Herr Belling?
- Réalisation : Erich Engel
- Scénario : Charlotte Reichert d'après le roman de Curt Johannes Braun (en)
- Photographie : Franz Koch
- Montage : Hilde Grebner (de)
- Musique : Oskar Wagner (de)
- Pays de production : Allemagne
- Format : Noir et blanc - 1,37:1 - Mono
- Date de sortie : 1945

## Distribution
- Emil Jannings : le chef d'entreprise Eberhard Belling
- Dagny Servaes : Eveline Belling
- Gabriele Reismüller (en) : la fille, Gabriele Belling
- Kurt Müller-Graf (de) : le fils, Rupert Belling
- Heli Finkenzeller (en) : Pianiste Bettina Heinemann
- Karl Ludwig Diehl (en) : Herr von Seidel
- Friedrich Domin (en) : Dr Fiedler
- Alice Treff (en) : Dr Hardt
- Renée Stobrawa (en) : Dr Lemke
- Alma Seidler : Mme Holder
- Herbert Hübner : Directeur Reisch
- Margarete Haagen : Mme Reisch
- Joseph Offenbach